# Sopa teóloga (Perú)
La sopa teóloga es una sopa peruana, tradicional del departamento de La Libertad. También es llamada boda de Moche o sopa de fiesta. El plato es consumido en matrimonios, bautizos y otras fiestas familiares y religiosas, como Domingo de Ramos, en la costa norte peruana.

## Historia
La sopa tendría raíces de la cocina medieval española influenciadas por la cocina romana. También se haya influenciada por la cocina moche, que en su época sería un pepián de cancha molida y caldo de aves marinas.
Su origen se halla en los conventos de Trujillo. El plato tiene referencias que datan del siglo XIX.
La sopa está documentada desde 1828 en la comedia Frutos de la educación de Felipe Pardo y Aliaga, estrenada el 6 de agosto de 1829:

Lleno hasta el borde me sirve
Un plato de sopa. ‘¿Tanto, Marqués?
‘Coma Usted, amigo,
‘Que está delicioso el caldo,
‘Y puede esta sopa teóloga,
‘Presentarse a un Soberano

Felipe Pardo y Aliaga

En Agustinos y Fransicanos de las Tradiciones peruanas (1883) de Ricardo Palma, se menciona que teólogos dominicos fueron quienes inventaron esta receta. Palma narra el enfrentamiento entre los frailes. La situación se resolvió en la vigilia a San Francisco Solano con ofrecimiento de un banquete de reconciliación con la “sopa teóloga”.
Por su parte, Josie Sison Porras de De la Guerra dice esta receta fue inventada por Maruja de Berckemeyer e Isabel de De la Torre, ambas hijas del Dr. Pazos Varela.

## Descripción
Fernando Casós describe “Sobre el inmenso fogón reposaba por un lado la buena sopa teóloga, bajo cuyas rebanadas de pan mantecoso bullían hígados, mollejas, corazones y huevecillos en confusión amigable”.
La sopa teóloga tiene variedad de ingredientes (hasta 29 son necesarios) como hilachas de carnes y aromatizantes como perejil, orégano y huacatay, y pan que concentraba los sabores y su aporte a la textura. Consiste en un caldo de gallina, pavo, menudencias, manteca, pan y azafrán, que se adorna con garbanzos, aceitunas, tajadas de huevo duro, perejil picado y tomate, y un aderezo de azafrán, cebolla y ají amarillo. Suele ser acompañado pepián de arroz con cabrito, zarandaja o lenteja bocona, y una rosca de manteca.

## Impacto sociocultural
La sopa teóloga fue declarada como plato típico de Moche por el Instituto Regional de Cultura y el Gobierno Regional de La Libertad en el 2008.
En 2009, el chef trujillano Martín Mantilla recibió un premio por su sopa teóloga en el Primer Festival Internacional Culinario del Caribe, organizado por la Federación de Asociaciones Culinarias de Cuba. Al año siguiente la sopa teóloga fue premiada en el Festival culinario Mistura en la categoría Secretos de Familia.
El 20 de marzo de 2015, el Ministerio de Cultura declara Patrimonio Cultural de la Nación a la Semana Santa de Moche. Durante la Semana Santa es tradicional en las entradas de las casas colgar un buche de pavo inflado, cebolla de cola, unas ramas de culantro y ají escabeche como señal que prepara sopa teóloga. Este plato se come especialmente los Domingo de Ramos.
Fue declarada como plato típico del distrito de Moche por el municipio local.
El 14 de octubre del 2016 fue declarada plato bandera de la Región La Libertad.